# Богатьково (Торжокский район)
Бога́тьково — деревня в Торжокском районе Тверской области. Административный центр Богатьковского сельского поселения, образованного в 2005 году.
Находится в 39 км к югу от города Торжка, на реке Тьма. Через деревню проходит автодорога «Торжок — Высокое — Берново — Старица».

## Инфраструктура
- МУ «Администрация Богатьковского сельского поселения»
- правление колхоза «Красный Передовик»
- МОУ «Богатьковская начальная школа»

## История
В конце XIX — начале XX века деревня Богатьково относилась к Новотроицкому приходу Дарской волости Старицкого уезда Тверской губернии. В 1859 году в деревне 29 дворов, 266 жителей, в 1886 — 47 дворов, 277 жителей, красильня, мелочная лавка; промыслы: каменщики, чернорабочие. В 1921 году Богатьково — центр одноимённого сельсовета Кунгановской волости, в 1925 — Высоковской волости Новоторжского уезда.
В 1997 году — 65 хозяйств, 172 жителя. Администрация сельского округа, центральная усадьба колхоза «Красный передовик», начальная школа, библиотека, дом досуга, медпункт, магазин.

## Население
Население по переписи 2002 года — 157 человек (67 мужчин, 90 женщин).
| 1859 | 1886 | 1997 | 2002 | 2010 |
| ---- | ---- | ---- | ---- | ---- |
| 266  | ↗277 | ↘172 | ↘157 | ↘138 |